# Danieli
Danieli — международная итальянская компания, является третьим по величине поставщиком оборудования и установок для металлообрабатывающей промышленности в мире. Компания имеет восемь заводов в Италии, Германии, Австрии, Швеции, Таиланде, Китае, Индии и России. 

## История
История компании Danieli восходит к 1914 году, когда два брата Марио (нем.) и Тимо Даниели основали металлургический завод Angelini в Брешии, Италия, — одну из первых компаний, использовавших электродуговые печи для производства стали. В 1929 году часть сталелитейного завода была переведена в Буттрио для производства инструментов для кузнечных заводов и вспомогательных машин для прокатных станов. В 1955 году под руководством Луиджи Даниели компания приступила к проектированию и производству оборудования для сталелитейной промышленности. Его идея заключалась в том, чтобы производить более конкурентоспособное оборудование, упростить компоновку и максимально использовать автоматизацию. Одна из разработанных концепций, производственный маршрут «ДСП / Контикастер — Прокатный стан», характеризует и внесла свой вклад в успешное развитие процесса мини-прокатного стана, который широко применяется сегодня. Участвовала в строительстве Жлобинского металлургического завода в Гомельской области, Республика Беларусь.
В 1982 году компания зарегистрирована на Миланской фондовой бирже. В 1984 году председателем компании назначена Сесилия Даниели (ит.), которая руководила финансовым и административным отделами группы с 1977 года, а генеральным директором — Джанпьетро Бенедетти, который был технологическим, коммерческим директором и директором по реализации проектов с 1977 года.
С тех пор Danieli приобрела немецкие (Josef Fröhling), шведские (Morgårdshammar), британские (Davy Distington), французские (Rotelec), американские (Wean Industries, United Engineering) и голландские (Corus Technical Services) компании.
В конце 1990-х годов процесс интернационализации завершился строительством производственных центров в Китае, Таиланде, Вьетнаме и Индии, а затем в России, Турции и Бразилии, и все они были добавлены к уже существующим в Италии европейским предприятиям. Швеция и Германия.
Начиная с 1969 года, через Danieli Automation (ит.) компания разрабатывала собственные системы автоматизации, включая контрольно-измерительные приборы и технологии управления мощностью.
В 2005 году компания начала программу трансформации и расширила свою деятельность на развивающиеся страны, открыв полностью собственные и непосредственно управляемые центры проектирования и производства.
В 1995 году Danieli приобрела хорватский сталелитейный завод ABS в Сисаке, который также используется в качестве лаборатории для металлургии, оборудования, процессов и связанной с ними автоматизации.

## Сферы деятельности
Группа Danieli специализируется на строительстве промышленного оборудования металлургических предприятий, в линейку продуктов которой входят: доменные печи, стали непрерывной разливки, прокатный стан для длинномерных изделий, прокатные станы для бесшовных труб, прокатные станы для плоских, горячих и холодных продуктов, прессы для кузнечных и комплектных кузнечных линий, экструдеры для черных и цветных материалов, режущие инструменты, автоматизация всех участков 1-2-3 и 4 уровня.

## Danieli в России
Завод Danieli Volga расположен в г. Дзержинск, Нижегородской области. В 1990-х Тольяттиазот для своего завода ВЦМ в Тольятти, приобрёл оборудование фирмы Danieli, которое было законсервировано. Установка МНЛЗ фирмы Danieli построена на ЗСМК. В 2020 году оборудование Danieli установлено на Выксунском металлургическом заводе, входящем в Холдинг ОМК.
В 2019 году между Нижегородским государственным университетом и Danieli Volga было подписано соглашение о сотрудничестве.
В октябре 2021 подписано соглашение о сотрудничестве между Danieli и СибГИУ. В связи с деятельностью в России на фоне российско-украинской войны украинское Национальное агентство по предотвращению коррупции внесло компанию в число международных спонсоров войны.